# Pothaeus armatus
Pothaeus armatus är en spindelart som beskrevs av Tamerlan Thorell 1895. Pothaeus armatus ingår i släktet Pothaeus och familjen krabbspindlar.
Artens utbredningsområde är Myanmar. Inga underarter finns listade i Catalogue of Life.